# De amor e desamor
De amor e desamor. Grup poètic gallec creat en els anys vuitanta del segle xx entorn del lema "De amor e desamor". Propugna una lírica preocupada pel llenguatge, culta. Pertanyents o no a "De amor e desamor", hi han col·laborat Miguel-Anxo Fernán-Vello —fonamental no tan sols per la seva obra, sinó també per la seva tasca com a editor, des de la imprescindible Espiral Maior—, Pilar Pallarés, Manuel Rivas, Vicente Araguas, Ramiro Fonte, Xosé María Álvarez Cáccamo, Claudio Rodríguez Fer o els ja traspassats Lois Pereiro, Luísa Villalta i Xela Arias. També cal esmentar Luisa Castro, que només publica un llibre en gallec (Baleas e baleas, 1987), però exerceix una influència poderosa en els poetes dels anys noranta.